# Alejandro Scopelli
Alejandro Scopelli Casanova (12. května 1908 – 23. října 1987) byl italsko-argentinský fotbalový útočník a trenér. Jako útočník hrál v letech 1929 až 1941 za argentinskou reprezentaci a zúčastnil se prvního Mistrovství světa ve fotbale 1930. Při jedné příležitosti také reprezentoval italský národní fotbalový tým.

## Hráčská kariéra
Scopelli se narodil ve městě La Plata a svou fotbalovou kariéru začal v Argentině v klubu Estudiantes de La Plata, kde se stal součástí legendárního týmu přezdívaného „Los Profesores“. V roce 1931 nastřílel za tým 31 gólů, ale v soutěži o Zlatou kopačku ho předběhl Alberto Zozaya s 33 góly.
V roce 1933 se Scopelli přestěhoval do Itálie, kde hrál za AS Řím. Během této doby získal italské občanství (jako oriundo) a jednou hrál za italský národní tým. V roce 1936 se Scopelli vrátil do Argentiny, kde hrál za Racing Club de Avellaneda. Ve své pozdější kariéře hrál za Red Star Paris ve Francii, na začátku druhé světové války se přestěhoval na neutrální území, aby hrál za Belenenses a poté za Benficu v Portugalsku. V roce 1942 se Scopelli vrátil do Jižní Ameriky, aby hrál za klub Universidad de Chile.

## Trenérská kariéra
Po ukončení kariéry se stal manažerem a trénoval mnoho fotbalových týmů včetně Club América v Mexiku, Valencia CF, Español a Deportivo de La Coruña ve Španělsku, Belenenses, Sporting CP a FC Porto v Portugalsku a Universidad de Chile.
Scopelli byl manažerem klubu Sporting CP v zahajovacím zápase Poháru mistrů evropských zemí 4. září 1955 proti FK Partizan Bělehrad.
Scopelli také na mezinárodní úrovni trénoval chilskou, portugalskou a mexickou fotbalovou reprezentaci.

## Smrt
Scopelli zemřel v Mexico City 22. října 1987 ve věku 79 let.

## Reprezentační góly
| gól | Datum              | Místo                                      | Soupeř   | Skóre | Výsledek | Soutěž                                    |
| --- | ------------------ | ------------------------------------------ | -------- | ----- | -------- | ----------------------------------------- |
| 1.  | 16. listopadu 1929 | Estadio Gasómetro, Buenos Aires, Argentina | Uruguay  | 2–0   | 2–0      | přátelský zápas                           |
| 2.  | 26. července 1930  | Estadio Centenario, Montevideo, Uruguay    | USA      | 2–0   | 6–1      | Mistrovství světa ve fotbale 1930         |
| 3.  | 9. ledna 1937      | Estadio Gasómetro, Buenos Aires, Argentina | Paraguay | 1–0   | 6–1      | Mistrovství Jižní Ameriky ve fotbale 1937 |
| 4.  | 9. ledna 1937      | Estadio Gasómetro, Buenos Aires, Argentina | Paraguay | 4–0   | 6–1      | Mistrovství Jižní Ameriky ve fotbale 1937 |